# Kupfermühle

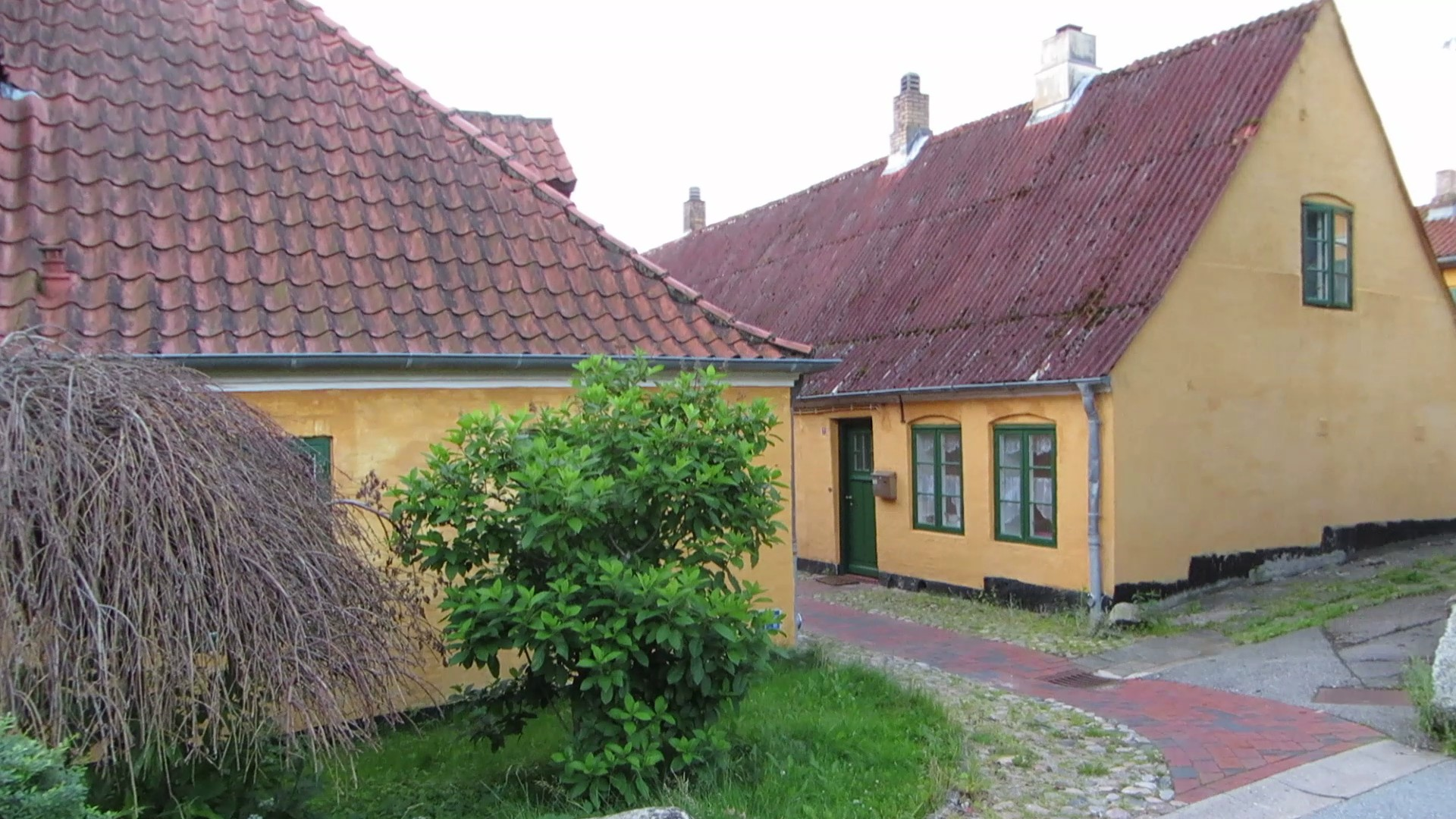
Die typisch gelben Häuser von Kupfermühle (2013)

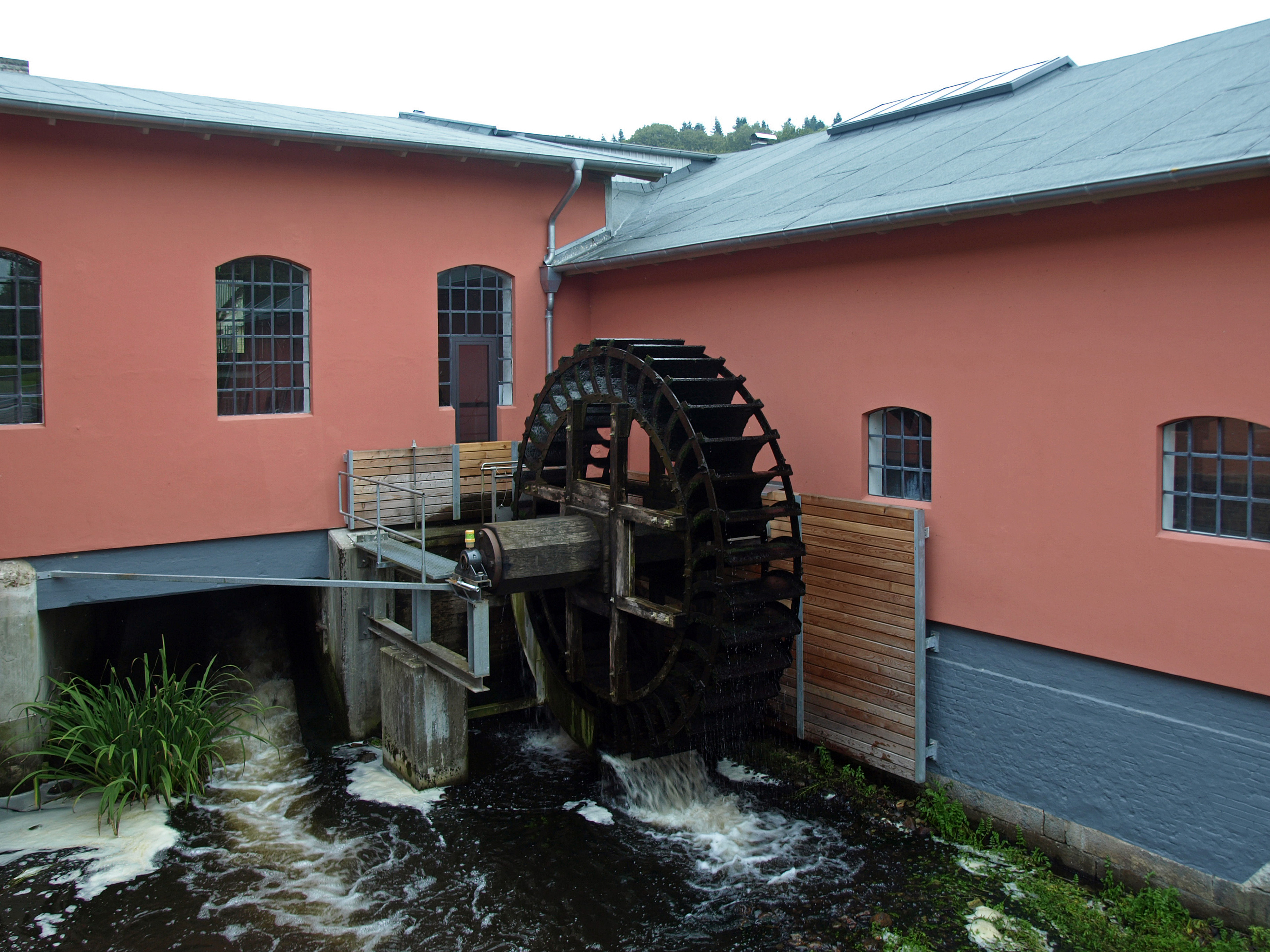
Wasserrad der Kupfermühle (2014)

Kupfermühle (dänisch Kobbermølle; [ˈkɔu̯ʔəʀmølə]; niederdeutsch Kuppermöhl) ist eine Siedlung in der Gemeinde Harrislee im hohen Norden von Schleswig-Holstein an der deutsch-dänischen Grenze, die um den gleichnamigen Industriebetrieb (Crusauer Kupfermühle) herum gewachsen ist.

## Lage
Kupfermühle liegt unmittelbar an der deutsch-dänischen Grenze am Grenzübergang nach Kruså (deutsch Krusau). Östlich vom Ort, schon auf der dänischen Seite der Grenze, befindet sich der Kollunder Wald. Südlich des Ortes befindet sich der Grenzübergang Schusterkate (dänisch Skomagerhus), der mit einer Fußgängerbrücke über das Grenzflüsschen  Krusau (dänisch Kruså)  Dänemark und Deutschland verbindet. Westlich vom Ort liegt der Klueser Wald, wo sich an der Alten Zollstraße die 1922 entstandene Zollsiedlung befindet. Unmittelbar dort liegt auch Deutschlands nördlichste Eissporthalle, die Eissporthalle Gletscher, die von 1984 bis 2016 regelmäßig öffnete.
Der Ort ist an den Ostseeküsten-Radweg angeschlossen.

## Geschichte
Ursprünglich gehörte Kupfermühle zur Kirchspielgemeinde Bov (dt. Bau) in der Wiesharde im Amt Flensburg (Vorläufer des Kreises Flensburg-Land). Nach den preußischen Kommunalreformen ab 1867 wurde es eine selbständige Landgemeinde, die von den Nachbargemeinden Kollund, Krusau und Niehuus umgeben war; zu letzterer gehörte auch der südliche Nachbarort Wassersleben. 1920 wurde es Grenzort und kam zum Amtsbezirk Harrislee; die evangelischen Einwohner mussten fortan die Gottesdienste in der Flensburger Petrikirche besuchen. Seit 1938 gehört die Ortschaft zur Gemeinde Harrislee im Kreis Schleswig-Flensburg.
Der Name des Ortes entstand aus dem Hammerwerk, das der dänische König Christian IV. im 17. Jahrhundert an der Krusau anlegen ließ und dessen Mühlrad durch das Wasser des Baches angetrieben wurde. Wie der Ortsname aussagt, wurde im Werk Kupfer verarbeitet, später hauptsächlich zu Messing-Produkten. 1962 kam nach über 300 Jahren das Aus für die traditionsreiche Fabrik. Das Ehepaar Gisela und Bodo Daetz kaufte die alten Arbeiterhäuser und gründete die Gisela-und-Bodo-Daetz-Stiftung Kupfermühle und das für Technikinteressierte beeindruckende Museum. Im Anschluss wurden über mehrere Jahre die dortigen Arbeiterhäuser (dänisch: nyboder) restauriert, in denen sich 36 Wohnungen befinden. 1997 wurde ein kleines Privatmuseum "Kobbermølle Museum" eröffnet, das 2006 in das "Turmhaus" umzog. 1998 wurde der Förderverein Industriemuseum Kupfermühle e. V. gegründet, der sich auf den Erhalt des ehemaligen Industriestandortes konzentrierte. Seit 2009 wird das Museum durch eine Betreibergesellschaft geführt. 2013 - 14 wurden drei historische Industriehallen zu einem modernen "Industriemuseum Kupfermühle" an authentischem Ort umgebaut. Heute bieten die allgegenwärtigen Spuren der Kupfer- und Messingfabrik, die zugehörigen denkmalgeschützten alten Arbeiterhäuser sowie das Industriemuseum Kupfermühle mit Exponaten aus 400 Jahren Fabriks- und Ortsgeschichte ein museales Ensemble.
Der Ort besitzt heute rund 260 Einwohner, dies entspricht einer Bevölkerungsdichte von etwa 100 Einwohnern je Quadratkilometer. Die 1890 auf Initiative des Fabrikbesitzers Friedrich Raben gegründete Freiwillige Feuerwehr rückt jährlich zu 18 bis 25 Einsätzen aus.

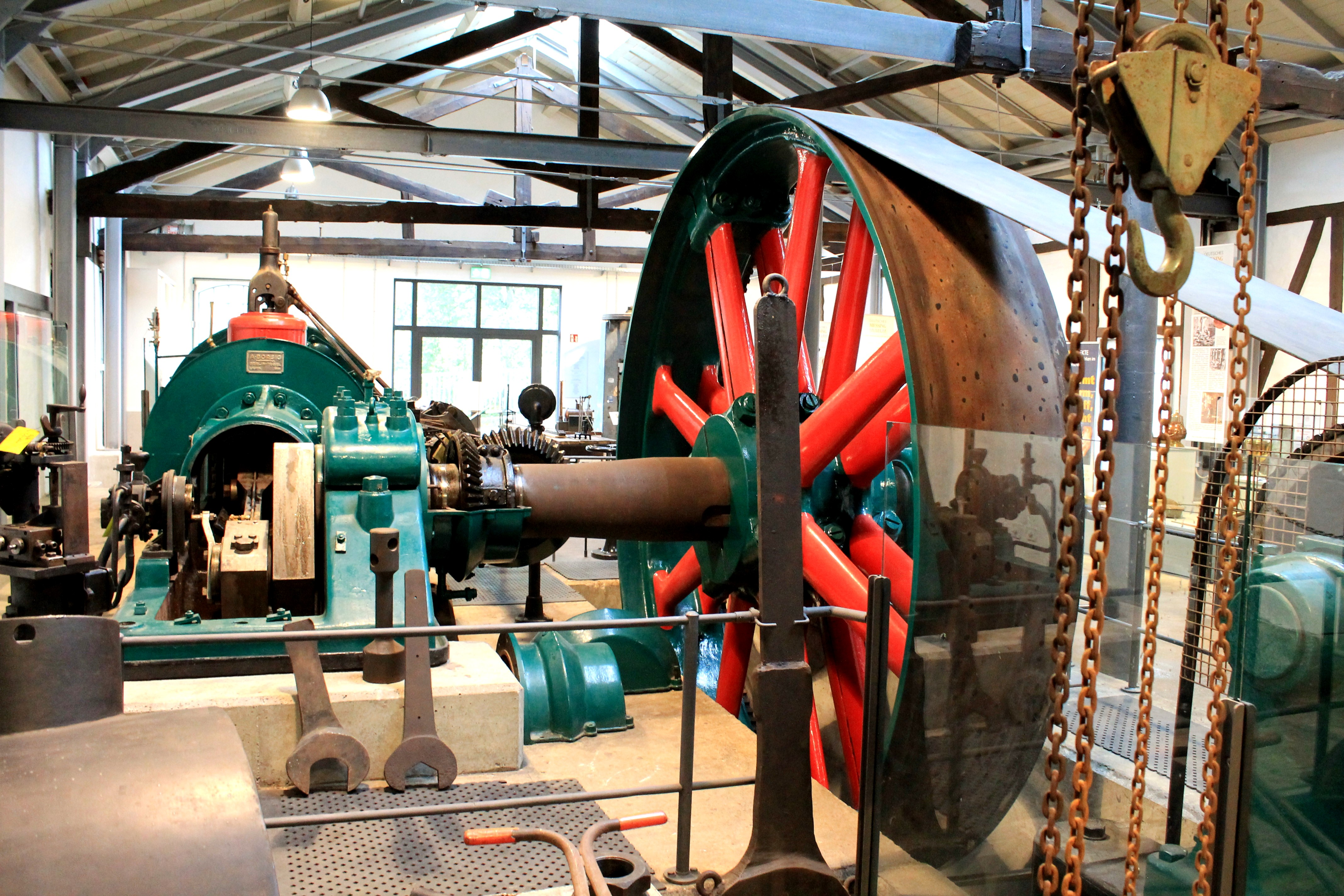
Industriemuseum Kupfermühle, Dampfmaschine mit Schwungrad, Getriebe und Generator (hint. links)

## Wirtschaft
Das Industriemuseum Kupfermühle informiert ausführlich über die Entwicklung der früher bedeutenden Crusauer Kupfer- und Messingfabrik und des Ortsteils Kupfermühle.